# Valdemar II d'Anhalt-Zerbst
Valdemar II d'Anhalt-Zerbst (mort avant le 24 août 1371) est un prince allemand de la  maison d'Ascanie corégent de la principauté d'Anhalt-Zerbst.

## Biographie
Valdemar II est l'ainé des enfants et le seul fils de Valdemar Ier d'Anhalt-Zerbst et de son épouse Elisabeth, fille du prince-électeur Rodolphe Ier de Saxe duc de Saxe-Wittemberg.
Après la mort de son père en 1368, Valdemar dévient le nouveau corégent de la principauté d'Anhalt-Zerbst conjointement avec son cousin Jean II. Il règne seulement moins de quatre années avant de mourir célibataire et sans enfants, il a comme successeur Jean II, qui devient alors le seul souverain d'Anhalt-Zerbst.